# Championnat de France féminin de Nationale 3 de volley-ball
Le Championnat de France féminin de Nationale 3 de volley-ball est le 4e échelon national, cette compétition a été créée en 1979. La Nationale 3 compte 8 poules de 10 clubs.

## Formule de la compétition
La Nationale 3 regroupe une centaine de clubs répartis en huit poules, selon la situation géographique et les classements obtenus précédemment. Dans chacune des huit poules, les clubs se rencontrent en matches aller et retour. Au terme de la saison, les huit clubs classés premiers dans chacune des poules se disputent le titre de champion de France de Nationale 3 en matches aller et retour.
Les clubs classés aux deux dernières places de chacune des huit poules sont relégués en Pré-nationale pour la saison suivante.

## Palmarès
À l'issue de la saison, 2 trophées se disputent lors de phases finales : la finale des DOM-TOM et le titre de Champion de France. La finale des DOM-TOM, si les équipes ont pu se déplacer, opposent les 2 représentants finalistes des départements ou territoires d'Outre-Mer. Le vainqueur global (métropole ou DOM-TOM) de la phase finale remporte le Champion de France.

### Finale des DOM-TOM
- 2003 : VBC Saint-Louis (La Réunion)
- 2004 : ASS Tampon Gecko Volley (La Réunion)
- 2005 : ASPTT Saint-Denis (La Réunion)
- 2006 : ASPTT Saint-Denis (La Réunion)
- 2007 : ASPTT Saint-Denis (La Réunion)
- 2008 : ASS Tampon Gecko Volley (La Réunion)
- 2009 : ASS Tampon Gecko Volley (La Réunion)
- 2010 : ASS Tampon Gecko Volley (La Réunion)
- 2011 : ASS Tampon Gecko Volley (La Réunion)

### Champion de France
| Année | Champion                                          | Vice-champion                                     |
| ----- | ------------------------------------------------- | ------------------------------------------------- |
| 1980  | ASPTT Mulhouse                                    |                                                   |
| 1985  | AS Saint-Raphaël                                  |                                                   |
| 1986  | RC Cannes                                         |                                                   |
| 1990  | Entente sportive Saint-Chamond volley             |                                                   |
| 1996  | Volley-Ball Club Chamalières                      |                                                   |
| 1997  | Union des associations de Seyssins Volley-Ball    |                                                   |
| 1998  | Association sportive Tiarei Volley-Ball           |                                                   |
| 1999  | AS Fontaine                                       |                                                   |
| 2000  | ASPTT Toulon Six Fours Volley-Ball                | Nanterre                                          |
| 2001  | Rennes Étudiants Club volley                      | Aubagne Carnoux Volley-Ball                       |
| 2002  | Toulon Six Fours                                  | Volley-ball Romanais                              |
| 2003  | VBC Francheville Ouest Lyonnais                   | Vandœuvre Nancy Volley-Ball                       |
| 2004  | RC Villebon 91 rés.                               | CPB Rennes                                        |
| 2005  | ASPTT Saint-Denis (Réunion)                       | US Cagnes Volley-Ball                             |
| 2006  | ASPTT Saint-Denis (Réunion)                       | Sport athlétique mérignacais                      |
| 2007  | ASPTT Saint-Denis (Réunion)                       | Mont-Saint-Aignan Volley Beach                    |
| 2008  | ES Meylan-La Tronche VB                           | PA Venelles Volley-Ball rés.                      |
| 2009  | Nimes Volley-Ball                                 | Levallois Sporting Club Volley-ball               |
| 2010  | Municipal olympique Mougins Volley-ball           | ?                                                 |
| 2011  | Stella Étoile Sportive Calais rés.                | ?                                                 |
| 2012  | Volley-Ball Nantes Atlantique                     |                                                   |
| 2013  | ASUL Lyon Volley-Ball                             | Vésinet Saint-Germain Volley                      |
| 2014  | Volley-Ball Club Cysoing                          | AS Monaco                                         |
| 2015  | Béziers Volley rés.                               | Halluin Volley Métropole                          |
| 2016  | CPB Rennes                                        | Saint-Dié-des-Vosges Volley-ball                  |
| 2017  | Istres Ouest Provence Volley-Ball                 | SCO Angers Volleybal                              |
| 2018  | Conflans Andrésy Jouy VB                          | PL Vilette Paul Bert Volley                       |
| 2019  | Volley Club Hyères-Pierrefeu                      | Volley Club Albi                                  |
| 2020  | Non attribué en raison de la pandémie de Covid-19 | Non attribué en raison de la pandémie de Covid-19 |
| 2021  | Non attribué en raison de la pandémie de Covid-19 | Non attribué en raison de la pandémie de Covid-19 |
| 2022  | Le Plessis-Robinson Volley-ball                   | Castres Volley-Ball                               |
| 2023  | AS Sartrouville Volley Ball                       | Volley Club Liévin                                |
| 2024  | US Cagnes Volley-Ball                             | Volley Club Valenciennes rés.                     |
| 2025  | Quimper Volley 29                                 | Béziers Angels                                    |

## Saison en cours (2014-2015)
| Groupe A - Istres Ouest Provence Volley (rés.) - Vitrolles Sports Volley-Ball - Le Crès Volley-Ball - AS Saint-Raphaël Volley-Ball (rés.) - ASBAM Montpellier - ASLJ Croix Argent Montpellier - AMSL de Fréjus - Aubagne Volley-Ball - Volley-Ball Stade Laurentin - Volley Pradetan Gardeen | Groupe B - Union As. Seyssinoise VB - AS La Motte Volley - Volley Bron@Lyon Lumière - US Pontet VA - VC Bastidien - AS Orange (forfait) - US Cadalenoise VB - Gazélec Béziers Volley-Ball (rés. 2) - Perpignan Roussillon VB - Avignon VB | Groupe C - VBC d'Ensisheim - PL Villette PB - Volley-Ball Club Chamalières II - CAM Épinal - VBC Kingersheim - Sport Club Selestat VB - Besancon Volley-Ball - Volley Club Meximieux - Grenoble Volley UC - Stade clermontois | Groupe D - Entente Sportive Yerroise - Strasbourg UC - Paris Amicale Camou - VBB Pont-à-Mousson - Isle Adam Frépillon Vallée d'Oise - ASC Hausbergen - As Pouilly Metz - Levallois SC II - Terville Florange Olympique (rés. 2) - Reims Métropole Volley |

| Groupe E - Conflans-Andrésy-Jouy Volley-Ball - UGS Lille UC/Lille Metropole - VC Marcq-en-Barœul II - Club Olympique Savigny - Amiens Longueau Métropole VB II - COM Argenteuil II - VC Michelet Halluin - MVB Lys-les-Lannoy - Volley Club Lievinois - ACBB | Groupe F - Maisons-Alfort Volley-Ball - VGA SAint-Maur - Beauvais Oise UC - Villers Cotterets Volley-Ball - ASPTT Rouen - Touquet Athlétic Club - Stella Étoile Sportive Calais II - Agglo Sud 76 VB - CSM Clamart II - UGS RC Marne la Vallée | Groupe G - CPB Rennes 35 - Joué Volley-Ball - US Guignen - ASL Vendée - Vannes Volley-Ball (rés.) - Quimper Volley 29 II - AS Cesson Saint-Brieuc - SC Coutances volley - ASB Rezé - VB Nantes Atlantique (rés. 2) | Groupe H - CEP Poitiers Saint-Benoît VB II - AS de L'Union II - SA Mérignac II - Volley-Ball Pexinois Niort II - Volley Balma Quint Fonsegrives - Anglet Olympique - Saintes Volley-Ball - JSA Bordeaux - FR de Ger - MJC les Fleurs de Pau |

## Saisons précédentes

### Saison 2013-2014
| Groupe A - Union athlétique valettoise - Union sportive de Cagnes Volley-Ball - AS Saint-Raphaël Volley-Ball II - Istres Ouest Provence Volley II - Vitrolles Sports Volley-Ball - Aubagne Volley-Ball - US Pontet VA - Arago de Sète Volley-Ball - AS Monaco - AS Orange | Groupe B - Volley Club Meximieux - Union As. Seyssinoise VB - Volley Bron@Lyon Lumière - PL Villette PB - US Issoire VB - ASVEL - AS La Motte Volley - Annemasse Volley 74 - Volley-Ball Club Chamalières II - Besancon Volley-Ball | Groupe C - USM Malakoff - VBC d'Ensisheim - VBC Kingersheim - Maisons-Alfort Volley-Ball - Sport Club Selestat VB - Conflans-Andrésy-Jouy Volley-Ball - Club Omnisports Saint-Dizier - Colmar Volley - ASC Hausbergen - VBB Pont-à-Mousson | Groupe D - VC Marcq-en-Barœul II - VC Saint-Polois - Paris Amicale Camou - Asnières Volley 92 - Isle Adam Frépillon Vallée d'Oise - Cambrai Volley-Ball - ASPTT Rouen - Sainte Adresse Volley - MVB Lys-les-Lannoy - Beauvais Oise UC |

| Groupe E - Volley-Ball Club Cysoing - Stella Étoile Sportive Calais II - Harnes Volley-Ball II - Entente Sportive Yerroise - COM Argenteuil II - Villers Cotterets Volley-Ball - Amiens Longueau Métropole VB II - Chaville-Sèvres Volley-Ball - US Rainneville - Touquet Athlétic Club | Groupe F - ASPTT Caen - Club Olympique Savigny - Volley-ball La Rochette - Joué Volley-Ball - Courbevoie Sport - CSM Clamart II - AS Cesson Saint-Brieuc - Châteaudun Volley-ball - SC Coutances volley - US Guignen | Groupe G - CPB Rennes 35 - Concarneau Volley - VB Nantes Atlantique III - La Rochelle VB - CEP Poitiers Saint-Benoît VB II - Saintes Volley-Ball - Angers SCO - Quimper Volley 29 II - Niort VB - Volley-Ball Pexinois Niort II | Groupe H - Entente Puygouzon/Castelnau Levis - Le Crès Volley-Ball - ASBAM Montpellier - Anglet Olympique - Lescar Promotion VB - ASLJ Croix Argent Montpellier - Volley Ball Club Le Haillan - Bousquet Bédarieux VB - SA Mérignac II - VC Bastidien - JSA Bordeaux |

### Saison 2012-2013
| Groupe A - ES Le Cannet-Rocheville II - AS Saint-Raphaël Volley-Ball II - Istres Ouest Provence Volley II - Saint-Chamond Volley-Ball II - Vitrolles Sports Volley-Ball - Le Crès Volley-Ball - Union As. Seyssinoise VB - Draguignan UC Var VB - US Pontet VA - AS La Motte Volley | Groupe B - CSM Clamart II - ASVEL - Volley Club Meximieux - US Issoire VB - Volley Bron@Lyon Lumière - Isle Adam Frépillon Vallée d'Oise - ASUL Lyon Volley-Ball - Stade clermontois - PL Villette PB - Volley-Ball Bois d'arcy | Groupe C - Club Omnisports Saint-Dizier - VBC d'Ensisheim - Strasbourg UC - CAM Épinal - Besancon Volley-Ball - Dijon Talant Volley-ball - VBC Kingersheim - Colmar Volley - Sport Club Selestat VB - ASC Moulin-lès-Metz | Groupe D - Harnes Volley-Ball II - Stella Étoile Sportive Calais II - VGA SAint-Maur - MVB Lys-les-Lannoy - Volley-ball La Rochette - Reims Métropole Volley - Chaville-Sèvres Volley-Ball - VC Saint-Polois - Paris Amicale Camou - Le Quesnoy Volley |

| Groupe E - Beauvais Oise UC - Amiens Longueau Métropole VB II - Asnières Volley 92 - Évreux Volley-ball II - UGS Seine Team Rouen - Vesinet Stade Saint-Germain VB - Villers Cotterets Volley-Ball - Alliance Nord 77 UGS VB - Agglo Sud 76 VB - Maisons-Alfort Volley-Ball | Groupe F - SC Coutances volley - La Rochelle VB - JSA Bordeaux - ASB Rezé - Concarneau Volley - La Roche/Yon Volley-Ball - Saintes Volley-Ball - VB Nantes Atlantique II - Quimper Volley 29 II - AS Cesson Saint-Brieuc | Groupe G - CEP Poitiers Saint-Benoît VB II - Volley-Ball Pexinois Niort II - COM Argenteuil II - Conflans-Andrésy-Jouy Volley-Ball - Joué Volley-Ball - USM Malakoff - Club Olympique Savigny - Entente Sportive Yerroise - Cholet Volley - EC Orléans | Groupe H - Arago de Sète Volley-Ball - Lattes-ASPTT Montpellier VAC II - FR de Ger - Aubagne Volley-Ball - US Cadalenoise VB - Muret VB - ASBAM Montpellier - Anglet Olympique - Volley Balma Quint Fonsegrives - Lescar Promotion VB |

### Saison 2011-2012
| Groupe A - Arago de Sète Volley-Ball - Lattes-ASPTT Montpellier VAC II - US Cadalenoise VB - RC Cannes II - ES Le Cannet-Rocheville II - Entente Puygouzon/Castelnau Levis - VC Bastidien - Union sportive de Cagnes Volley-Ball - Le Crès Volley-Ball - ASPTT Nice - Bousquet Bédarieux VB - Muret VB | Groupe B - Stade montluçonnais - Istres Ouest Provence Volley II - AS Saint-Raphaël Volley-Ball II - Union athlétique valettoise - AMSL de Fréjus - Volley-Ball Club Chamalières II - Firminy Volley-Ball - US Issoire VB - Vitrolles Sports Volley-Ball - Union As. Seyssinoise VB - Saint-Chamond Volley-Ball II - Martigues Volley-Ball | Groupe C - CO Villers Les Nancy - Volley Club Meximieux - Constantia Strasbourg - Entente Sportive d'Hagondange - CAM Épinal - ASVB Yutz Thionville - ASVEL - VBC Chalon-sur-Saône - Colmar Volley - Strasbourg UC - Besancon Volley-Ball - Volley Bron@Lyon Lumière | Groupe D - Volley-Ball Club Wattignies - Club Olympique Savigny - Terville Florange Olympique II - Volley Ball Club Laferois - Reims Métropole Volley - Chaville-Sèvres Volley-Ball - Entente Sportive Yerroise - ACBB - MVB Lys-les-Lannoy - Villers Cotterets Volley-Ball - VBB Pont-à-Mousson - Levallois SC II |

| Groupe E - VGA SAint-Maur II - Vesinet Stade Saint-Germain VB - Harnes Volley-Ball II - VC Marcq-en-Barœul ii - Amiens Longueau Métropole VB II - US Saint-André-lez-Lille - Volley-Ball Club Cysoing - USM Malakoff - CNM Charenton - Évreux Volley-ball II - MVS La Rochette Volley II - Vernon Saint-Marcel VB | Groupe F - ASPTT Caen - Quimper Volley 29 II - Entente Sportive Vitry - Asnières Volley 92 - CPB Rennes 35 - Isle Adam Frépillon Vallée d'Oise - Rouen Ouest Volley Féminin - Alliance Nord 77 UGS VB - TA Rennes - SC Coutances volley - Cholet Volley - USM Gagny Raincy | Groupe G - FR de Ger - VBC Landouge - Châteaudun Volley-ball - Volley-Ball Pexinois Niort II - VB Nantes Atlantique II - JSA Bordeaux - ASL Vendée - Joué Volley-Ball - La Rochelle VB - CEP Poitiers Saint-Benoît VB II - La Roche/Yon Volley-Ball - CJF Fleury-les-Aubrais |

### Saison 2010-2011
| Groupe A - Club Marignanais Sport Volley-Ball - ES Le Cannet-Rocheville II - Union sportive de Cagnes Volley-Ball - Volley-ball romanais - Aubagne Volley-Ball - Union As. Seyssinoise VB - Union athlétique valettoise - Vitrolles Sports Volley-Ball - AMSL de Fréjus - RC Cannes II - Stade Marseillais UC - Olympique d'Antibes Juan-les-Pins | Groupe B - Entente Sportive Yerroise - Saint-Chamond Volley-Ball II - Sens Olympique Club VB - Firminy Volley-Ball - Volley Club Meximieux - VB Villefranche Beaujolais - Stade montluçonnais - Volley-Ball Bois d'arcy - USM Malakoff - ASVEL - Alliance Nord 77 - PL Villette PB | Groupe C - ASE Rixheim - Terville Florange Olympique II - Entente Sportive d'Hagondange - SRD Saint-Die - ASVB Yutz Thionville - VBC d'Ensisheim - Reims Métropole Volley - Colmar Volley - CAM Épinal - Constantia Strasbourg - Club Omnisports Saint-Dizier - Dijon Talant Volley-ball | Groupe D - Touquet AC - ACBB - VC Marcq-en-Barœul II - Volley-Ball Club Cysoing - Volley Ball Club Laferois - Amiens Longueau Métropole Volley-Ball - Isle Adam Frépillon Vallée d'Oise - US Saint-André-lez-Lille - AS Bourg La Reine - Volley-Ball Club Wattignies - Compiègne Volley - Union Sportive de Villejuif |

| Groupe E - Évreux Volley-ball II - Rouen Ouest Volley Féminin - Vesinet Stade Saint-Germain VB - CNM Charenton - ASPTT Caen - Harnes Volley-Ball II - Stella Étoile Sportive Calais II - Chaville-Sèvres Volley-Ball - Asnières Volley 92 - ES Carpiquet - Agglo Sud 76 VB - Le Quesnoy Volley | Groupe F - La Rochelle VB - Neuville Sports - Joué Volley-Ball - Réveil Sportif De Saint-Cyr - CPB Rennes 35 - VBC Landouge - ASL Vendée - ES Levalloise - Chatelaillon VB - LGR Guipavas - Châteaudun Volley-ball - Volley-Ball Pexinois Niort II | Groupe G - Gazélec Béziers Volley-Ball II - Lattes-ASPTT Montpellier VAC II - Le Crès Volley-Ball - Entente Puygouzon/Castelnau Levis - AS de L'Union II - Arago de Sète Volley-Ball - Volley Ball Club Le Haillan - US Cadalenoise VB - AGJA Caudéran - VB Saint-Estève - US Issoire VB - VC Bastidien |

### Saison 2009-2010
| Groupe A - Nice Volley-Ball - Municipal Olympique Mougins - Aubagne Volley-Ball - Union As. Seyssinoise V.B. - AMSL De Fréjus - VBC Lyon Francheville - Volley Club Meximieux - Vitrolles Sports Volley-Ball - Annecy Volley Ball - RC Cannes II - AS La Motte Volley | Groupe B - ASLJ Croix Argent Montpellier - AS de L'Union II - Le CRES Volley-Ball - Gazélec Béziers Volley-Ball II - Arago de Sète Volley-Ball - Union Athlétique Valettoise - Entente Puygouzon/Castelnau Levis - Sporting Club Plaisance Touch - Lattes-ASPTT Montpellier VAC II - US Cadalenoise VB - Volley Pradetan Gardeen - Sporting Club Mouans Sartoux | Groupe C - Club Olympique Savigny - Entente Sportive Vitry - Saint-Chamond Volley-Ball II - Firminy Volley-Ball - Stade montluçonnais - Sens Olympique Club VB - VB Villefranche Beaujolais - Isle Adam Frépillon Vallée d'Oise - Vie au grand air de Saint-Maur - Besancon Volley-Ball - AS Amicale Laïque Morteau | Groupe D - VBC Kingersheim - Terville Florange Olympique II - ASVB Yutz Thionville - CO Villers Les Nancy - SRD Saint-Die - Entente Sportive D Hagondange - Reims Métropole Volley - Volley Ball Club Laferois - Colmarienne Volley - Sport Club Selestat VB - Villers Cotterets Volley-Ball - Racing Club Epernay VB |

| Groupe E - VC Marcq-en-Barœul II - ASS Amicale Sportive Fresnes - Harnes Volley-Ball II - Volley-Ball Club Cysoing - Volley-Ball Club Wattignies - Vesinet Stade St-Germanois Vb - Amiens Longueau Metropole VB - Montigny Volley 95 - USM Malakoff - Stella Étoile Sportive Calais II - Volley Club Mouvallois - Pôle France Cadettes Chatenay Malabry | Groupe F - Rennesétudiants club - CNM Charenton - Quimper Volley 29 II - ACBB - ASPTT Caen - Volley-Ball Bois D'arcy - Volley Ball Club Malouin - Chaville-Sèvres Volley-Ball - AS Bourg La Reine - CPB Rennes 35 - La Tour d'Auvergne Rennes - Volley-Ball Corps Nuds | Groupe G - Dangeul-Yvre Savigne V.B. - ASB Rezé - Joué Volley-Ball - Anglet Olympique - Réveil Sportif De Saint-Cyr - Cep Poitiers/St Benoit V.B. - Volley Ball Club Le Haillan - Landouge Loisirs - JSA Bordeaux - Volley-Ball Pexinois Niort - Les Landes Genusson - La Roche/Yon Volley-Ball |

### Saison 2008-2009
| Groupe A - RC Cannes II - Municipal Olympique Mougins - Volley Club Gruissan - Olympique Saint-Cyprien - Nimes Volley-Ball - VB Arlésien - Saint-Chamond Volley-Ball II - Le Cres Volley-Ball - AMSL De Fréjus - Entente Saint-Maurice/Dargoire - Firminy Volley-Ball - AS Carnoux | Groupe B - AS Dardilly - Union athlétique valettoise - Aubagne Volley-Ball - Avignon VB - Union As. Seyssinoise VB - VBC La Garde - Grenoble Volley UC - Annecy Volley Ball - Association sportive de Monaco - VB Villefranche Beaujolais - Stade Marseillais UC - ES Le Cannet-Rocheville II | Groupe C - Constantia Strasbourg - ASE Rixheim - Besancon Volley-Ball - Vandœuvre Nancy VB II - Entente Volley Beaucourt-Sochaux - Maizières-lès-Metz AC - SRD Saint-Die - Entente Sportive d'Hagondange - VBC Kingersheim - Colmar Volley - CO Villers Les Nancy - Terville Florange Olympique II | Groupe D - Levallois Sporting Club Volley-Ball - Volley-Ball Bois d'arcy - Dijon Talant Volley-ball - Beauvais Oise UC - Volley Ball Club Laferois - Reims OC - ACBB - Amiens Longueau Metropole VB - Villers Cotterets Volley-Ball - MVS La Rochette Volley II - US Rainneville - Entente Sportive Vitry | Groupe E - US Saint-André-lez-Lille - UGS Havre Ocean/HAC - Stella Étoile Sportive Calais II - Stade Français - Harnes Volley-Ball II - CNM Charenton - Dreux AC - VC Marcq-en-Barœul II - AS Bourg La Reine - AL Canteleu-Maromme VB - Volley-Ball Club Cysoing - VGA SAint-Maur II | Groupe F - SC Coutances volley - CPB Rennes 35 - Neuville Sports - Volley-Ball Corps Nuds - Vannes Volley-Ball - ES Carpiquet - Joué Volley-Ball - UGS Vihiers/Saint-Bartanjou - Rennes étudiants club - Quimper Volley 29 II - La Tour d'Auvergne Rennes - Dangeul-Yvre Savigne VB - Orgerglon VB - ASB Rezé | Groupe G - Volley Ball Club Le Haillan - RSC Champigny - ASL Vendée - VB Nantes Atlantique II - CS Léo Lagrange Nantes VB II - Volley-Ball Pexinois Niort II - Club Olympique Savigny - Volley-Ball Club Chamalières II - Cholet Volley - SA Mérignac - Vesinet Saint-Germain VB - ASS Sp Illacaise II | Groupe H - FR de Ger - Lattes-ASPTT Montpellier VAC II - US Cadalenoise VB - Arago de Sète Volley-Ball - Jurançon CR VB - Grenade Volley Ball - Agde Volley-Ball - Sporting Club Plaisance Touch - Anglet Olympique - ASLJ Croix d'Argent Montpellier - AS Mauguio - AS de L'Union II |